# 傑克·邱吉爾
約翰·馬爾科姆·索普·弗萊明·邱吉爾，MC，DSO（英語：John Malcolm Thorpe Fleming Churchill，1906年9月16日—1996年3月8日），著名英國陸軍突擊隊軍官，因於二戰時使用長弓、大劍作戰以及在戰場上吹奏風笛之浮誇瘋狂復古行徑而聞名於世，亦因而得名瘋狂傑克（英語：Mad Jack）。其名言為：「任何沒在戰場上佩劍的軍官即屬衣冠不整。」('Any officer who goes into action without his sword is improperly dressed.')

## 早年
1906年9月16日，傑克·邱吉爾生於英屬錫蘭的可倫坡，出生後不久父母即回到英國薩里郡。1910年，因父親工作的緣故，舉家又搬遷至英屬香港，又於1917年再度回流英國。1926年從桑德赫斯特皇家軍事學院畢業，在駐紮在緬甸的曼徹斯特陸軍團內服役。
1936年，傑克·邱吉爾在軍隊的服役期限已到，熱愛軍旅生涯的他精力無從發洩，退伍後仍嘗試在平民生活中多面向尋求刺激；其退伍後正職於英屬肯亞奈洛比擔任報紙編輯，同時涉足娛樂圈、兼職在電影中飾演替身或配角及擔任男模，工餘時更培養了騎摩托車、吹風笛與射箭等奇異愛好；其於1938年參與在奧爾德肖特舉辦的風笛大賽並榮獲亞軍，1939年代表英國參加挪威奧斯陸世界射箭大賽，更獲得男子組個人賽第26名的佳績。

## 二戰

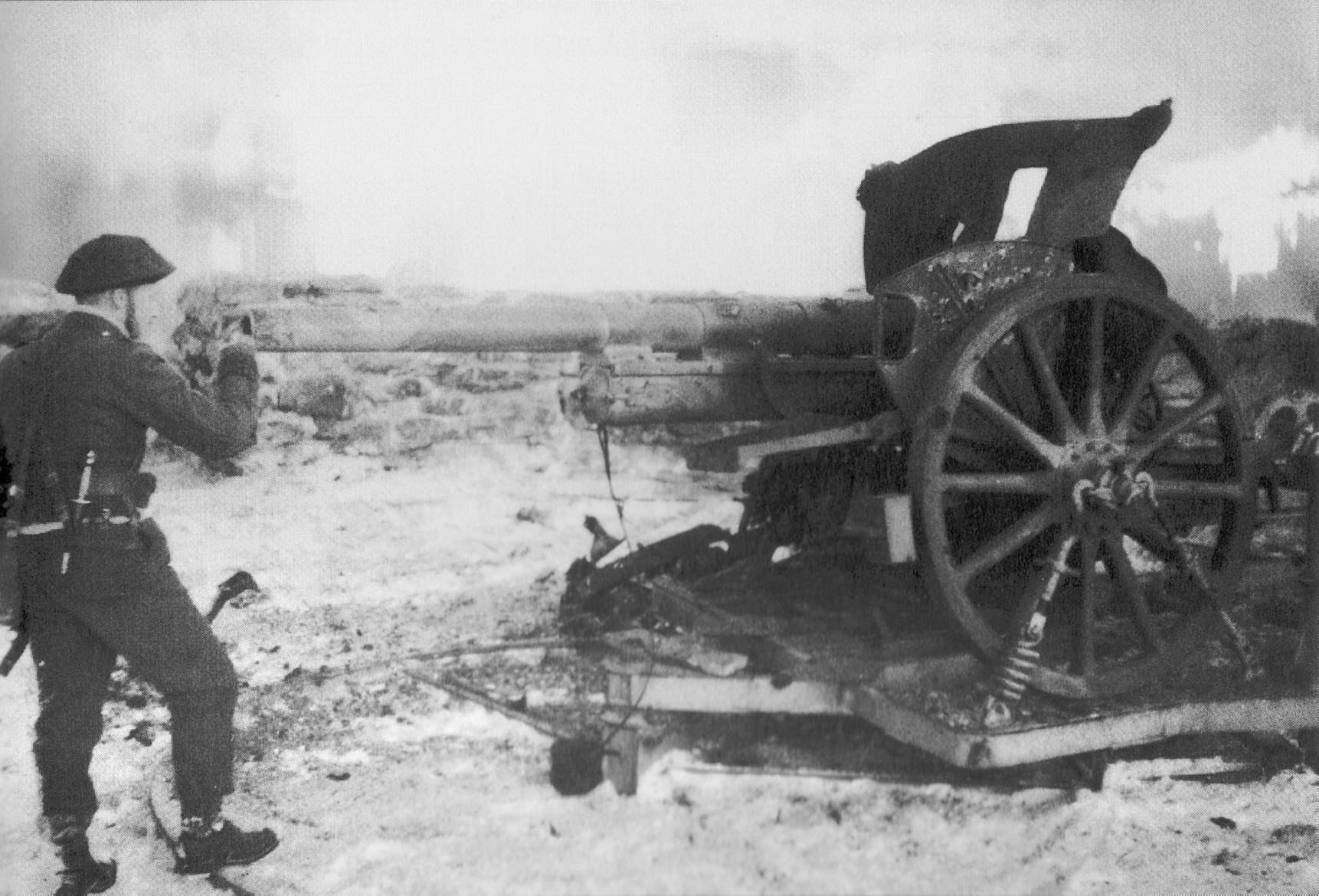
邱吉爾盯著繳獲的比利時75毫米野戰炮之槍管。

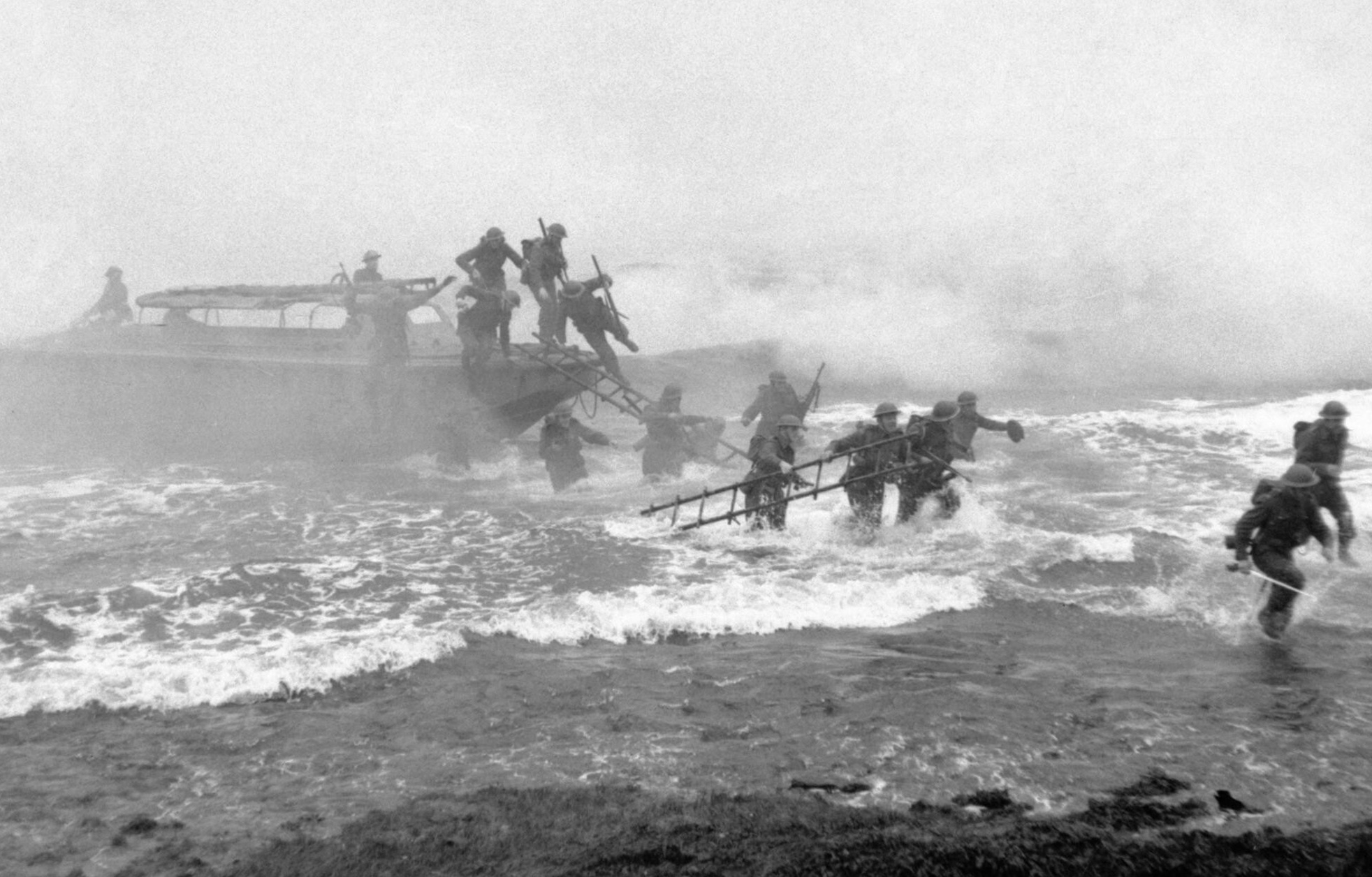
邱吉爾（最右持劍者）

### 法國（1940）
1939年9月納粹德國入侵波蘭後，邱吉爾旋即被重新徵召入伍並分發至曼徹斯特軍團，隨英國遠征軍派遣前往法國，作戰期間仍隨身攜帶弓劍、大劍及風笛。1940年5月敦刻爾克戰役中，邱吉爾奉命率領一支部隊前往里奇堡（加萊海岸省）圍攻一支德軍巡邏隊。傳聞他曾使用弓箭作為進攻信號，並射殺一名德軍軍官，但他後來表示弓箭早已在戰役初期不慎被卡車碾壞。在敦刻爾克取得勝利後，他自願應徵突擊隊。

### 挪威（1941）
1941年12月27日，邱吉爾擔任第三突擊隊的第二指揮官，奉命突襲在挪威沃格島的德國駐軍。邱吉爾在登陸艇上以風笛吹奏《March of the Cameron Men》鼓舞士氣，隨即趁夜色與大霧帶兵搶灘，提著大劍及手榴彈衝鋒陷陣。最終邱吉爾分隊俘虜了數名德軍，繳獲了數門大砲，摧毀了魚油工廠、碼頭、船隻和商店。基於敦刻爾克和沃格島等行動的勝利，邱吉爾獲得了軍功十字勳章。

### 意大利（1943）
1943年7月，作為指揮官的邱吉爾率領第二突擊隊離開義大利西西里島卡塔尼亞，登陸薩萊諾，邱吉爾奉命佔領在此的德軍陣地。在一次清晨，邱吉爾率隊從樹林內進軍德軍陣地，由於樹林茂密又加上天色昏暗，他心生一計，讓部下大喊「Commando！」（突擊隊的英語），使德軍困惑、慌亂，以為敵軍已經包圍他們了，此舉讓邱吉爾在鎮外俘虜了數名德軍。隨後，在一名下士的幫助下，他成功佔領一座哨所，不僅俘虜了42名德軍，也控制了通往德軍陣地的通道。邱吉爾便利用此二計，俘虜了136多名德軍，佔領了德軍陣地。邱吉爾帶領士兵和囚犯返回通道，傷員及物資則由德國俘虜推著推車運送。此次在薩萊諾的行動使他獲得了傑出服務勳章。
邱吉爾後來走到鎮上找回與德軍肉搏戰時丟失的劍，在路上，他遇到了一支迷路的美國的巡邏隊，而他們在敵人的防線內而不打算回頭，想要繼續前進。邱吉爾想：他們應該往其他路前進。於是以幽默的口吻表示他正要離開，將不會再回來第三次援助他們。

### 南斯拉夫（1944）
1944年，邱吉爾率領了一支隊伍征戰南斯拉夫，並在5月進攻亞得里亞海上的布拉奇島。當時，「歐洲最危險的男人」奧托·斯科爾茲內剛執行完刺殺鐵托的行動，結果是得到南斯拉夫抵抗軍領袖鐵托的一件衣服，此時正與其軍隊正駐紮於該島，島上存放著他們的補給。邱吉爾為了掩護鐵托，組織了一支由 1500名游擊隊員、40多名突擊隊員組成的一支部隊進行突擊。初登島時並未遇攻擊，但部隊見識到駐守當地德軍的數量及火力後，決定將攻擊延遲至第二天早上。次日上午，邱吉爾帶領突擊隊突襲，但不幸失算陷入重圍幾乎全軍覆沒，隊上只剩六人生還，其中三人重傷，被困後更彈盡援絕，邱吉爾見四面楚歌突圍無望，於德軍重圍下抽出隨身風笛吹奏《你是否一去不返》打算悲壯赴死，隨即被德軍的一枚手榴彈炸暈，而德軍見其軍銜頗高，又誤以為其為當時英國首相溫斯頓·邱吉爾的親戚，遂將其送至薩克森豪森集中營，逃過死劫。

### 被俘虜（1944-1945）
1944年9月，邱吉爾、三名皇家飛行員與一名少校（與邱吉爾同為戰爭倖存者）從自己秘密挖掘的地道逃離薩克森豪森集中營，試圖步行至波羅的海沿岸，但他們在一座濱海城市羅斯托克附近被捕，隨後邱吉爾等人與同囚的一眾顯貴囚犯於1945年4月由黨衛軍押送至奧地利蒂羅爾集中營。由於該批囚犯全為顯貴，當中包括因反對希特勒或作戰時抗命而被囚的納粹陸軍軍官，押送途中其中一名陸軍軍官從喝醉的黨衛軍守衛身上偷取了機密情報，赫然發現處決全數囚犯的密令，故而緊急向仍在任的陸軍戰友求救，最終駐守當地的納粹陸軍軍官韋查德‧馮‧艾芬斯勒本上尉（Wichard von Alvensleben）派遣大軍，以絕對武力優勢強行威脅黨衛軍交出囚犯及將其逐出防區，並待美軍抵達後向其投降，及將全數囚犯移交美軍釋放，史稱「蒂羅爾兵變」。

### 緬甸（1945）
邱吉爾獲救後從美軍提供的報紙得知納粹德國戰敗投降、歐洲戰線結束的消息，於是赴緬甸打算支援遠東戰線。不巧，其抵達印度時，日本已因核襲而投降，二戰正式結束。作為狂熱好戰者，邱吉爾聞訊後相當不滿，甚至口出狂言咒罵：「如果不是因為那些該死的美國佬，我們本可繼續再打十年仗！」（'If it wasn't for those damn Yanks, we could have kept the war going another 10 years!'）

## 戰後及退役

### 英屬巴勒斯坦（1948）
二戰結束後，邱吉爾於軍中調任傘兵，並很快被派遣至英屬巴勒斯坦擔任高地輕步兵團第一營的軍官。1948年春，邱吉爾與他的12名士兵試圖協助遭到阿拉伯軍隊襲擊的哈達薩醫療車隊。邱吉爾向英國軍方請求撤離車隊，但英國軍方拒絕，理由是違抗避免戰鬥的命令，而且軍方認為以色列的哈加拿軍事組織將會援救他們。當救援還未到時，邱吉爾等人為車隊提供了防護；但儘管有邱吉爾等人的武裝護送，車內79名乘客中仍有77人罹難，史稱哈達薩醫療車隊屠殺。大屠殺發生後，他在位於耶路撒冷斯科普斯山的希伯來大學校園內的哈達薩醫院疏散了700名猶太醫生、學生和病人。

### 退役
1952年，米高梅媒體公司製作由撒克遜英雄傳小說改編的電影《劫後英雄傳》，主演為邱吉爾的老賽艇夥伴羅伯特·泰勒。工作室聘請邱吉爾作為該電影演員，在電影中，他扮演一位弓箭手，於華威城堡上進行射擊。後來，邱吉爾在澳大利亞的陸空戰學校擔任教官，在那裡他成為了衝浪的狂熱愛好者。
邱吉爾於1959年正式從軍隊退役。退休後，每天在回家的路上，他把公事包扔出火車窗外，嚇壞了火車警衛和乘客。他後來解釋說，他將自己的公事包扔進了自己的後花園，這樣他就不必從車站帶著它離開了。他還喜歡在泰晤士河上駕駛燃煤船與玩無線電控制的模型戰艦。

## 去世與身後
1996年3月8日，傑克·邱吉爾於薩里郡去世，享年89歲。2014年3月，挪威皇家探險家俱樂部（英語：Norwegian Explorers Club）出版了一本以邱吉爾為主角的書，稱他為有史以來最優秀的探險家和冒險家之一。

## 家庭
傑克·邱吉爾出身英國牛津郡的貴族世家，其父亞歷克·弗萊明·邱吉爾 (Alec Fleming Churchill，1876–1961)為一名工程師，與其祖父約翰·弗萊明·邱吉爾 (John Fleming Churchill，1829–1894)一樣曾任職於英屬錫蘭殖民政府公共服務部門，其父派駐英屬香港期間更曾擔任行政局成員；其二弟托馬斯·貝爾·林賽·邱吉爾 (Thomas Bell Lindsay Churchill，1907-1990)二戰中與兄長一同於英國突擊隊服役，戰後著書《突擊隊之聖戰》詳細介紹兄弟倆二戰間的經歷；三弟羅伯特·亞歷克·法庫哈·丘吉爾 (Robert Alec Farquhar Churchill，1911-1942 †)二戰服役於皇家海軍，於1942年戰死。
邱吉爾於1941年3月8日與莫里斯·愛德華·丹尼爵士 (Sir Maurice Edward Denny)之女、阿奇博爾德·丹尼爵士之孫女羅莎蒙德·瑪格麗特·丹尼 (Rosamund Margaret Denny)結婚，兩人育有兩子，分別為馬爾科姆·約翰·萊斯利·邱吉爾（Malcolm John Leslie Churchill，生於1942年）和羅德尼·阿里斯泰爾·格拉德斯通·邱吉爾（Rodney Alistair Gladstone Churchill，生於1947年）。